# Bercaeopsis helicivora
Bercaeopsis helicivora är en tvåvingeart som först beskrevs av Carroll William Dodge 1956.  Bercaeopsis helicivora ingår i släktet Bercaeopsis och familjen köttflugor.
Artens utbredningsområde är Michigan. Inga underarter finns listade i Catalogue of Life.